# Toomas Kirsipuu
Toomas Kirsipuu (* 14. April 1964 in Tartu) ist ein ehemaliger estnischer Radrennfahrer und nationaler Meister im Radsport.

## Sportliche Laufbahn
Kirsipuu war im Straßenradsport aktiv. Er begann 1972 im Verein „Dynamo Tartu“ mit dem Radsport. 1985 gewann er die nationale Meisterschaft im Straßenrennen. 1987 war er Vizemeister geworden. Insgesamt gewann er von 1981 bis 2005 sechzehnmal estnische Meistertitel in verschiedenen Disziplinen und Altersklassen des Radsports. Im Etappenrennen Grand Prix Guillaume Tell 1985 holte er einen Etappensieg und wurde 29. der Gesamtwertung. Im britischen Milk Race 1985 gewann er zwei Etappen, die Punktewertung und wurde 11. der Gesamtwertung. 1986 kam er im Giro delle Regioni auf den 10. Platz und gewann einen Tagesabschnitt. 1988 gewann er eine Etappe in der Baltic-Rundfahrt. Das Eintagesrennen Tartu Rattaralli gewann er 1986. Er startete einige Jahre lang für die sowjetische Nationalmannschaft.
1989 wurde er Berufsfahrer im Radsportteam Kelme. Sein bestes Resultat als Profi war ein zweiter Etappenplatz in der Baskenland-Rundfahrt.

## Berufliches
Kirsipuu war 2000 Leiter der Radsportmannschaft Estlands bei den Olympischen Sommerspielen.

## Familiäres
Sein Bruder Jaan Kirsipuu und sein Vater Rein Kirsipuu waren ebenfalls Radrennfahrer.